# Peršaja Liha 2015
La Peršaja Liha 2015 è stata la 25ª edizione della seconda serie del campionato bielorusso di calcio. La stagione è iniziata il 19 aprile 2015 ed è terminata il 15 novembre successivo.

## Stagione

### Novità
Al termine della passata stagione sono salite in massima serie Hranit Mikašėvičy, Slavija-Mazyr e Vicebsk. È retrocesso in Druhaja liha il Chvalja Pinsk.
Dalla Vyšėjšaja Liha 2014 è retrocesso il Dnjapro Mahilëŭ. Dalla Druhaja liha sono saliti Baranavičy, Krumkačy Minsk e Orša. 
Il Minsk-2 non si è iscritto al campionato ed è stato sostituito dal Kobryn

### Formula
Le sedici squadre si affrontano due volte, per un totale di trenta giornate.
Le prime tre classificate, vengono promosse in Vyšėjšaja Liha 2016. L'ultima, invece, retrocede in Druhaja liha.

## Classifica finale
|  | Pos. | Squadra                  | Pt | G  | V  | N  | P  | GF | GS | DR  |
|  | ---- | ------------------------ | -- | -- | -- | -- | -- | -- | -- | --- |
|  | 1.   | Islač                    | 69 | 30 | 20 | 9  | 1  | 76 | 24 | +52 |
|  | 2.   | Haradzeja                | 68 | 30 | 21 | 5  | 4  | 73 | 25 | +48 |
|  | 3.   | Krumkačy Minsk           | 60 | 30 | 19 | 3  | 8  | 67 | 45 | +22 |
|  | 4.   | Dnjapro Mahilëŭ          | 56 | 30 | 17 | 5  | 8  | 48 | 21 | +27 |
|  | 5.   | Smarhon'                 | 53 | 30 | 15 | 8  | 7  | 60 | 41 | +19 |
|  | 6.   | Lida                     | 50 | 30 | 15 | 5  | 10 | 60 | 53 | +7  |
|  | 7.   | Smaljavičy-STI           | 47 | 30 | 13 | 8  | 9  | 47 | 37 | +10 |
|  | 8.   | Homel'želdortrans Homel' | 44 | 30 | 12 | 8  | 10 | 45 | 39 | +6  |
|  | 9.   | Slonim                   | 41 | 30 | 13 | 2  | 15 | 41 | 55 | -14 |
|  | 10.  | Zorka-BDU Minsk          | 40 | 30 | 10 | 10 | 10 | 47 | 47 | 0   |
|  | 11.  | Bjaroza-2010             | 34 | 30 | 10 | 4  | 16 | 39 | 43 | -4  |
|  | 12.  | Chimik Svetlahorsk       | 34 | 30 | 9  | 7  | 14 | 42 | 50 | -8  |
|  | 13.  | Baranavičy               | 32 | 30 | 8  | 8  | 14 | 36 | 49 | -13 |
|  | 14.  | Orša                     | 17 | 30 | 3  | 8  | 19 | 24 | 70 | -46 |
|  | 15.  | Kobryn                   | 15 | 30 | 4  | 3  | 23 | 23 | 77 | -54 |
|  | 16.  | Rėčyca-2014              | 11 | 30 | 2  | 5  | 23 | 14 | 66 | -52 |

Legenda:
      Promossa in Vyšėjšaja Liha 2016.
      Retrocessa nelle Druhaja Liha 2016
Note:
Tre punti a vittoria, uno a pareggio, zero a sconfitta.